# Nový Most
Nový Most (Den Nye Bro) en en bro, der fører over Donau i Slovakiets hovedstad, Bratislava.
Broen blev opført i årene mellem 1967-1972, efter et arkitektonisk udkast fra A. Tesar, J. Lacko og I. Slamén.
I det gamle jødiske kvarter i Bratislava, Podhradie, gik det hårdt ud over de mange hyggelige huse, der ligger nedenfor borgen, da man skulle have anlagt vejen op til Nový Most.
Vejen skabte en skillelinje i Bratislavas centrum, mellem by og borg, som stadig ikke er udjævnet.
Broen har en hovedspændvidde på 303 meter, og er en stålkonstruktion båret af stålwirer. Den totale længde er på 430,8 meter, bredden 21 meter, og vægten 7.537 ton.
I 80 meters højde findes der en restaurant, der har givet broen dens øgenavn – UFO-broen. Der er en vidunderlig udsigt deroppe fra.
48°08′18″N 17°06′16″Ø / 48.13833°N 17.10444°Ø